# Holbæk B&I
Holbæk B&I é uma equipe dinarmaquesa de futebol com sede em Holbæk. Disputa a segunda divisão da Dinamarca (Danish 2nd Division).
Seus jogos são mandados no Holbæk Stadion, que possui capacidade para 10.500 espectadores.

## História
O Holbæk B&I foi fundado em 04 de Agosto de 1931.
Entre 2008 e 2014, jogaram como Nordvest FC.